# Gerhard Markgraf
Gerhard Markgraf (* 7. Juli 1929; † 29. September 2012) war ein deutscher Bauunternehmer.

## Werdegang
Markgraf schloss sein Studium als Diplom-Ingenieur ab. Nach dem Tod seines Vaters übernahm er 1965 die W. Markgraf GmbH & Co KG und baute sie zur größten Baufirma der Region auf.
Von 1993 bis 1997 war er Präsident des Bayerischen Bauindustrieverbandes. Wie sein Vater war er Mitglied der Alte Prager Landsmannschaft Egerländer Landtag et Oppavia zu München im CC.

## Ehrungen
- 1979: Verdienstkreuz 1. Klasse der Bundesrepublik Deutschland
- 1984: Ehrenbürger der Gemeinde Immenreuth
- 1984: Ehrenmedaille der IHK Oberfranken
- 1986: Bayerischer Verdienstorden
- 1986: Ehrensenator der Universität Bayreuth
- 1996: Ehrendoktor der Technischen Universität München
- 2002: Großes Verdienstkreuz der Bundesrepublik Deutschland
- Bayreuth-Medaille in Gold
- Ehrenmitglied des Vorstands des Bayerischen Bauindustrieverbandes